# Fouquieria splendens
Fouquieria splendens är en tvåhjärtbladig växtart som beskrevs av Georg George Engelmann. Fouquieria splendens ingår i släktet Fouquieria och familjen Fouquieriaceae.

## Underarter
Arten delas in i följande underarter:
- F. s. campanulata
- F. s. splendens
- F. s. albiflora

## Bildgalleri

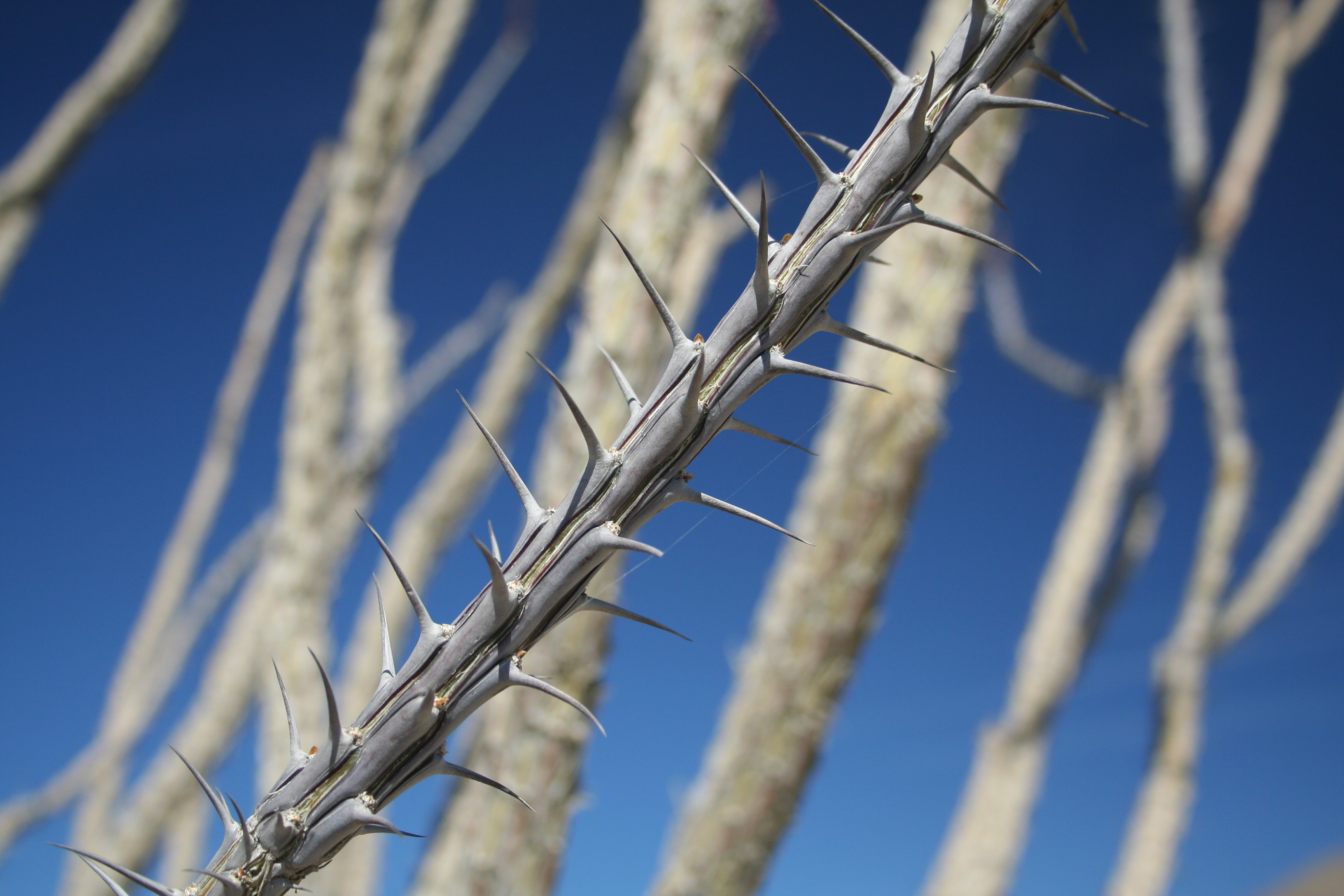
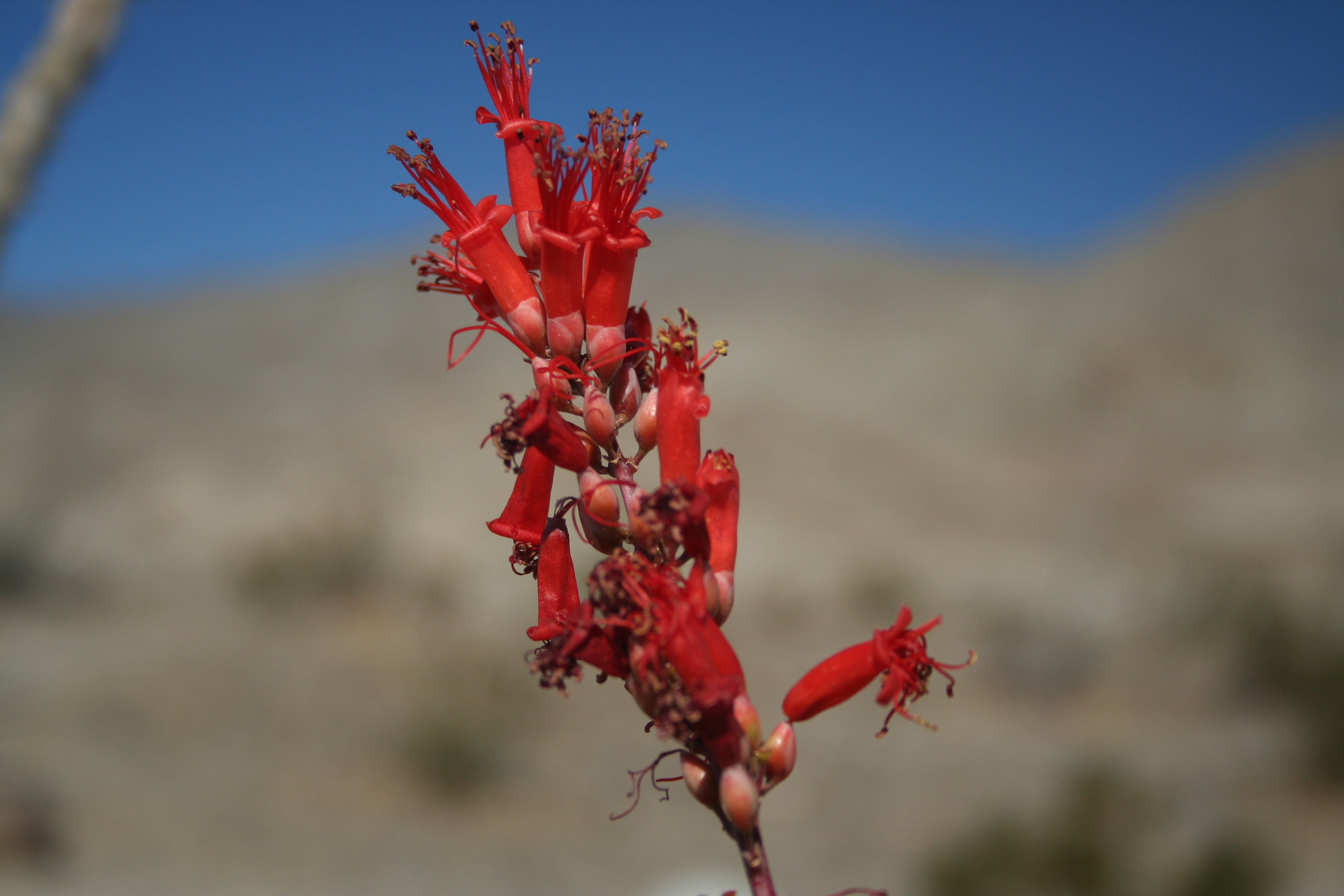
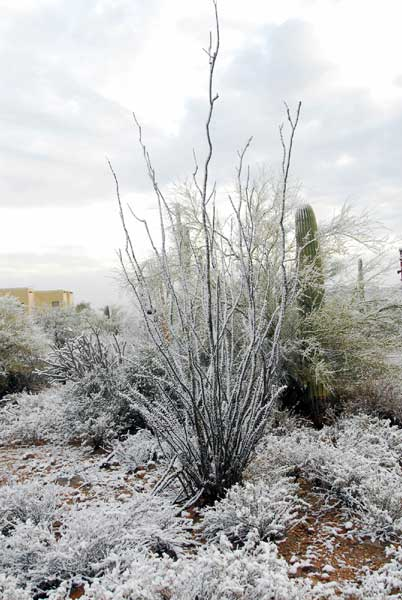
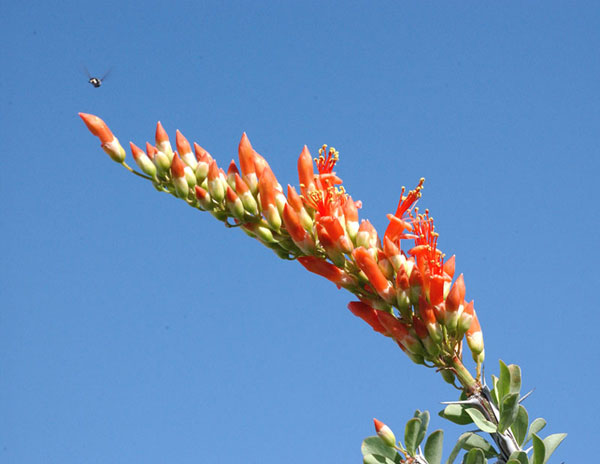
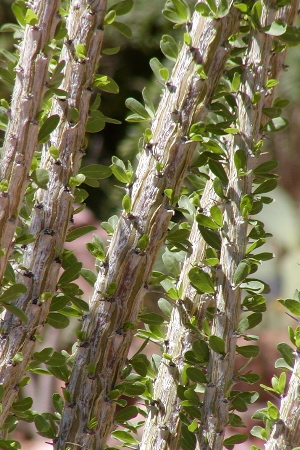
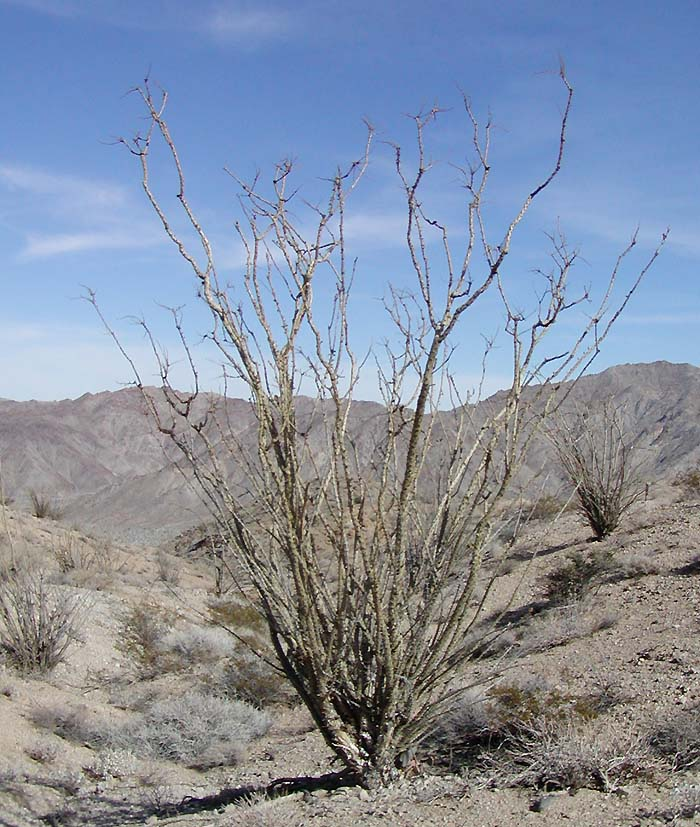